# Нейл Смелзер
Смелзер Нейл Джозеф (22 липня 1930 року, Кахока, штат Міссурі — 2 жовтня 2017 року) — американський соціолог, один з творців економічної соціології в якості повноцінної соціологічної дисципліни.
Докторський ступінь отримав у Гарварді в 1958 році, понад 30 років викладав в Каліфорнійському університеті в Берклі, потім став директором найбільшого дослідного центру в області соціальних наук при Стенфордському університеті. З 1986 року Смелзер був членом виконкому Міжнародної соціологічної асоціації, а в 1991 році обраний її віцепрезидентом і головою програмного комітету XIII Соціологічного конгресу в 1994 року. У 1995-1996 рр. президент Американської соціологічної асоціації і член Міжнародної соціологічної асоціації. Був членом редколегій багатьох соціологічних журналів, редактором провідного американського соціологічного журналу «Sociological Review», членом Американської академії мистецтв і наук (The American Academy of Arts and Sciences, AAAS).

## Основні публікації
- Theory of Collective Behavior (1962, 1972)
- The sociology of economic life (1965)
- Economics and Sociology: Towards an Integration (1976)
- Social Paralysis and Social Change: British Working-Class Education in the Nineteenth Century (1991)
- Social Change in the Industrial Revolution: An Application of Theory to the British Cotton Industry (1994)
- The Social Edges of Psychoanalysis (1999)
- Diversity and Its Discontents: Cultural Conflict and Common Ground in Contemporary American Society (1999)